# Jezioro Zachodniosyberyjskie
Jezioro Zachodniosyberyjskie (Jezioro Mansyjskie) – wielkie jezioro peryglacjalne istniejące podczas dwóch faz zlodowacenia północnopolskiego na części Niziny Zachodniosyberyjskiej.
Jezioro Zachodniosyberyjskie powstawało, gdy lodowiec na morzach Barentsa i Karskim zamykał ujścia Obu i Jeniseju do Morza Arktycznego. Stało się tak dwukrotnie – pierwszy raz podczas wczesnego vistulianu, 90–80 tys. lat temu i ponownie w okresie pierwszego pleniglacjału, 60–50 tys. lat temu. Za pierwszym razem powierzchnia jeziora wynosiła około 0,6 mln km², za drugim – 0,8 mln km². W okresie drugiego pleniglacjału (20–18 tys. lat temu) do powstania jeziora nie doszło, ponieważ lodowiec skandynawski nie sięgnął dość daleko na wschód, by zatamować ujścia wielkich rzek syberyjskich.
Przez Bramę Turgajską Jezioro Zachodniosyberyjskie miało połączenie z centralnoazjatyckimi jeziorami Kaspijskim i Aralskim. Przypuszcza się, że wody z Syberii, nawet z Bajkału, mogły wtedy spływać przez Jezioro Zachodniosyberyjskie, Bramę Turgajską, Jezioro Aralskie, dolinę Uzboj, Morze Kaspijskie, Obniżenie Kumsko-Manyckie, Morze Azowskie i Morze Czarne do Morza Śródziemnego. Byłby to system wodny większy od któregokolwiek ze współcześnie istniejących – szlak wodny mógłby mieć niemal 10 tys. km długości.
Jeziora Zachodniosyberyjskiego nie należy mylić z istniejącym znacznie wcześniej na tym samym obszarze Morzem Zachodniosyberyjskim.